# 7178 Ikuookamoto
A 7178 Ikuookamoto (ideiglenes jelöléssel 1990 VA3) a Naprendszer kisbolygóövében található aszteroida. T. Nomura, K. Kawanishi fedezte fel 1990. november 11-én.